# Paris 1313 : Le Disparu de Notre-Dame
Paris 1313 : Le Disparu de Notre-Dame est un jeu vidéo d'aventure développé par Dramaera et édité par Index+, sorti en 1999 sur Windows et Mac.

## Accueil
- PC Player : 42 %[1]